# Lovely (canción)
«Lovely» —en español: «Encantador»— es una canción de los cantantes estadounidenses Billie Eilish y Khalid para la banda sonora oficial de la segunda temporada de 13 Reasons Why. Fue lanzada el 19 de abril de 2018 a través de los sellos discográficos Darkroom e Interscope Records. La canción fue escrita por el hermano de Billie Eilish, Finneas O'Connell y ha sido certificada con el premio platino en varios países, incluyendo los Estados Unidos y Canadá.

## Antecedentes
La canción fue escrita por el productor Finneas O'Connell junto con una grabación de la parte de piano de la canción. Se agregaron voces y otros instrumentos en los siguientes meses. 
Madison Leinster proporcionó la parte de violín de la canción. En una entrevista con Zane Lowe.
La canción está escrita en la clave con un tiempo moderadamente rápido, la letra de la canción alude al dúo tratando de superar una grave depresión.

## Vídeo musical
El vídeo musical de la canción fue lanzado una semana después del lanzamiento del sencillo y fue dirigido por Taylor Cohen. Muestra a los dos cantantes atrapados dentro de una caja de vidrio, comienza a llover dentro de la caja y el agua se congela, a medida que el hielo se derrite, la caja se revela vacía.
A partir de junio de 2019, la canción tiene más de 831 millones de visitas en YouTube.

## Recepción de la crítica
Hannah Mylrea de NME llamó a la canción uno de los mejores de la banda sonora oficial para la segunda temporada de 13 reasons diciendo "con sus exuberantes cuerdas y voces entrelazadas, este dúo chispeante es correctamente hermoso. 
La magistralmente escrita se ha completado con gestos desgarradores y brotando líneas de piano y es totalmente encantador. " Mike Nied de Idolator dio a la canción una crítica positiva y dijo que "los colaboradores entregan algunas de sus voces más conmovedoras sobre la cuerda.

## Créditos y personal
- Billie Eilish – Voz principal y composición
- Khalid  - Voz principal
- Finneas O'Connell – Composición y producción
- Rob Kinelski – Mezclador
- John Greenham – Ingeniero de masterización

## Posicionamiento en listas
| Listas (2019)                                  | Mejor posición |
| ---------------------------------------------- | -------------- |
| Alemania (Official German Charts)              | 78             |
| Australia (ARIA)                               | 5              |
| Austria (Ö3 Austria Top 40)                    | 60             |
| Bélgica (Ultratip Flandes)                     | 1              |
| Canadá (Canadian Hot 100)                      | 46             |
| EE.UU (Billboard Hot 100)                      | 64             |
| Escocia (Official Charts Company)              | 1              |
| Eslovaquia (Singles Digitál Top 100)           | 33             |
| Dinamarca (Hitlisten)                          | 2              |
| Reino Unido (Official Charts Company)          | 47             |
| Irlanda (IRMA)                                 | 25             |
| España (PROMUSICAE)                            | 17             |
| Noruega (VG-lista)                             | 39             |
| Estados Unidos (Billboard - Alternative Songs) | 35             |
| Estados Unidos (Billboard - Dance Club Songs)  | 44             |
| Estados Unidos (Billboard - Mainstream Top 40) | 27             |
| Finlandia (Suomen virallinen lista)            | 2              |
| Switzerland (Schweizer Hitparade)              | 46             |
| Nueva Zelanda (Recorded Music NZ)              | 4              |
| Portugal (AFP)                                 | 15             |
| México (Mexico Ingles Airplay)                 | 3              |
| Países Bajos (Dutch Top 40)                    | 4              |
| Países Bajos (Single Top 100)                  | 12             |
| Rumanía (Airplay 100)                          | 68             |
| República Checa (Singles Digitál Top 100)      | 32             |

## Certificaciones
| País   | Organismo certificador | Certificación | Ventas certificadas | Ref.   |
| ------ | ---------------------- | ------------- | ------------------- | ------ |
| México | AMPROFON               | 3× Platino    | 180,000             | [ 18 ] |